# Fulgence Ouedraogo
Fulgence Ouedraogo (* 21. Juli 1986 in Ouagadougou, Burkina Faso) ist ein französischer Rugby-Union-Spieler. Er spielt als Flügelstürmer für Montpellier und die französische Nationalmannschaft.
Ouedraogo gab sein Debüt für Frankreich als Einwechselspieler gegen die All Blacks im Juni 2007. Er wurde nicht für den Kader zur Weltmeisterschaft berücksichtigt. Zuvor hatte er mit der U21-Auswahl die WM der Altersklasse gewonnen. Er stammt genau so wie die Nationalspieler François Trinh-Duc und Louis Picamoles aus der Jugendakademie Montpelliers, aus der unter dem neuen Nationaltrainer Marc Lièvremont einige Debütanten hervorgegangen sind.
Ouedraogo gehörte bei den Six Nations 2008 und den Novemberländerspielen des Jahres zum Stamm der Nationalmannschaft und wurde auch für die Six Nations 2009 nominiert, wo er zu drei Einsätzen kam und dabei einen Versuch erzielte.